# Малаккський султанат

2°11′20″ пн. ш. 102°23′04″ сх. д. / 2.18888889° пн. ш. 102.38444444° сх. д.
Малаккський султанат — мусульманська держава на території півострова Малакка і о.Суматра (сучасні Малайзія та Індонезія), яка існувала в 1400—1511 роках. 1414 року правитель Малакки прийняв іслам, сподіваючись заохотити цим до міста мусульманських купців. 1445 року мусульмани здійснили переворот, вбили малолітнього раджу і посадили на престол принца Касіма, який взяв ім'я Музаффар-шаха (1445—1459). Почалася інтенсивна ісламізація держави. Розквіту держава зазнала під час правління сьомого султана Ала-ад-діна I Ріайят-шаха.
Надалі Малаккський султанат було знищено португальцями в ході війн, що почалися 1511 року.

## Виникнення
В умовах занепаду індуїстсько-буддистської імперії Маджапагіт багато малайців з о.Суматра тікали від її здирливих чиновників на Малайський півострів. Вони хотіли займатися своєю звичною справою — морською торгівлею з сусідніми країнами і ні від кого не залежати. Приводом до заснування Малаккської держави став черговий напад військ Маджапагіту на невелике індуїстське князівство Сінгапура на о.Пулау-Уджонг в 1398 р. Останній князь Сінгапури Парамешвара втік на материк, і після деяких поневірянь близько 1400—1402 рр. заснував на березі моря місто Малакку  Місце для заснування порту було обране дуже вдало. Південь Малайського півострова здавна славився непоганим кліматом і родючими землями. Експортувала Малакка алое та камфору, а також чарівних, спеціально навчених невільниць. Однак найголовнішим джерелом прибутків малакців залишалося транзитне мито та відверте піратство. Цим займався потужний бойовий флот Малакки (до 70 кораблів). Правителі Малакки хотіли добитися свого визнання іншими потужними державами, зокрема такими як Китай династії Мін. Вони шукали також такого релігійного вчення, що підвищувало б їх авторитет. Спочатку вони дотримувались місцевих вірувань, індуїзму та буддизму, однак швидко почали схилятись до нової релігії — ісламу, який принесли з собою мусульманські торгівці з арабських країн та Індії. За одними свідченнями, першим іслам прийняв вже Парамешвара і став зватись Іскандар-шахом, за іншими це зробив його син. Однак правителі Малакки не були фанатичними мусульманами і одночасно носили титул раджа і султан.

## Розквіт
Піднесенню сили Малакського султанату сприяли його перемоги над військами тайського  королівства Аюттхая у 1445–1456 роках. За урядування бендахари (першого міністра) Тун Перака малакські війська не тільки відбили напади тайців на південь Малайського півострова, але й почали поширювати свою владу на ньому. До кінця 15 — го століття влада Малакки поширилась на весь півострів та частину о.Суматра. З середини 15 ст. усе більша влада в державі зосереджувалася в руках бендахарів (перших міністрів) султанату. Найбільш відомим з них був Тун Перак, що керував з 1456 до 1498 р. Повний контроль султанату над Малакською протокою сприяв перетворенню м. Малакки на один з найбільших портів світу того часу. В місті мешкало бл. 40 тис. мешканців.

## Занепад
Кінець торгівельної гегемонії Малакки в цьому районі несподівано поклала Португалія. 1509 р. португальський флот на чолі з Діогу Секейрою вперше прибув в Малакку. Між португальцями та правителями Малакки виник конфлікт. Малайці напали та взяли в полон тридцятеро португальських моряків, Сікейра вирішив швидше втекти до Індії. Однак у 1511 р. потужніша португальська ескадра на чолі з Афонсу де Албукеркі знову з'явилась в Малацці і зажадала звільнення полонених та компенсації. Під впливом португальських гармат султан Махмуд звільнив полонених, але відмовився платити компенсацію. Тоді португальці почали облогу, що тривала з 1 липня по 24 серпня 1511 р. Нарешті вони увірвались в місто та вбили багато мусульман. Малакка стала володінням Португалії, а султан Махмуд зробив своєю новою столицею Джохор, заснувавши султанат Джохор.
Ще деякий час претендував на Малакку син Махмуд-шаха Ахмад-шах, але він був вбитий батьком 1513 р. за те, що не зміг відвоювати місто.

## Список султанів Малакки
- Іскандар Шах (Парамешвара) — 1400–1414
- Мегат Іскандар Шах — 1414–1424
- Мухаммад Шах — 1424–1444
- Абу Шахід Шах — 1444–1445
- Музаффар Шах — 1445–1459
- Мансур Шах — 1459–1477
- Алааддін Ріаят Шах — 1477–1488
- Махмуд Шах — 1488–1511
- Ахмад Шах — 1511–1513